# 요막

모든 배외막(배체외막)을 갖춘 9일째 된 달걀을 묘사한 그림.

요막(尿膜, allantois)은 발달 중인 양막류의 수태 산물(모든 배 및 배아외서어 조직을 구성)의 일부를 구성하는, 액체로 채워진 텅 빈 주머니같은 구조이다. 배가 가스 교환을 하고 액체 폐기물을 처리하는데 도움을 준다.
양막, 융모막과 함께 요막은 인간과 기타 포유류, 파충류(새, 양막류 포함. 척추동물 중에는 무양막동물, 즉 양서류, 네발동물이 아닌 물고기만)에서 이 구조가 없다.